# 鐙西
鐙西（あぶみにし）は、新潟県新潟市中央区の町字。現行行政地名は鐙西一丁目から鐙西二丁目。住居表示実施済み区域。郵便番号は950-0915。

## 概要
1978年（昭和53年）の住居表示施行に伴い付与された町名で、一丁目と二丁目から成る。

### 隣接する町字
北から東回り順に、以下の町字と隣接する。
- 米山
- 鐙
- 紫竹山
- 神道寺

## 世帯数と人口
2018年（平成30年）1月31日現在の世帯数と人口は以下の通りである。
| 丁目       | 世帯数    | 人口    |
| ---------- | --------- | ------- |
| 鐙西一丁目 | 375世帯   | 837人   |
| 鐙西二丁目 | 801世帯   | 1,832人 |
| 計         | 1,176世帯 | 2,669人 |

## 歴史

### 年表
- 1978年（昭和53年） : 笹口から分立。
- 2007年（平成19年）4月1日 : 新潟市の政令指定都市移行により、中央区の大字となる。

## 主な企業・施設
- 新潟県立新潟テクノスクール
- メディアパワー駅なん店

## 小・中学校の学区
市立小・中学校に通う場合、学区は以下の通りとなる。
| 丁目       | 番地 | 小学校               | 中学校             |
| ---------- | ---- | -------------------- | ------------------ |
| 鐙西一丁目 | 全域 | 新潟市立紫竹山小学校 | 新潟市立宮浦中学校 |
| 鐙西二丁目 | 全域 | 新潟市立紫竹山小学校 | 新潟市立宮浦中学校 |